# Anguilcourt-le-Sart
Anguilcourt-le-Sart – miejscowość i gmina we Francji, w regionie Hauts-de-France, w departamencie Aisne.
Według danych na styczeń 2014 roku gminę zamieszkiwało 306 osób, a gęstość zaludnienia wynosiła 33 osoby/km².